# Ebnat-Kappel
Ebnat-Kappel is een gemeente en plaats in het Zwitserse kanton Sankt Gallen, en maakt deel uit van het district Toggenburg. Ebnat-Kappel telt 4887 inwoners.

## Geboren
- Anna Barbara Giezendanner (1831-1905), kunstschilderes